# Isodemis hainanensis
Isodemis hainanensis là một loài bướm đêm thuộc họ Tortricidae. Nó được tìm thấy ở Trung Quốc (Hải Nam).
Sải cánh dài khoảng 17.5 mm đối với con đực và 22 mm đối với con cái. Đầu và râu màu vàng hơi xám trộn lẫn với đen hơi nâu.